# Angseong-myeon
Angseong-myeon (koreanska: 앙성면) är en socken i den centrala delen av Sydkorea, 80 km sydost om huvudstaden Seoul. Den ligger i kommunen Chungju i provinsen Norra Chungcheong.